# 나현영
나현영( 1996년 1월 11일 ~ )은 대한민국의 희극인이다

## 개그콘서트
| 코너           | 방송 기간                        |
| -------------- | -------------------------------- |
| 볼게요         | 년 월 일 ~ 년 월 일              |
| 최악의 악      | 년 월 일 ~ 년 월 일              |
| 미운 우리 아빠 | 2024년 1월 7일 ~ 2024년 6월 16일 |
| 나숙이         | 2023년 월 일 ~ 년 월 일          |
| 챗플릭스       | 2024년 2월 25일 ~ 현재           |
| 아는노래       | 2024년 11월 12일 ~               |
| 테크놀로지아   | 2025년 7월 13일 ~                |